# Elisabeth Spilman
Elisabeth Spilman (19 giugno 1969) è un'ex schermitrice statunitense naturalizzata belga.

## Biografia
Ha partecipato a gare internazionali di scherma per gli Stati Uniti d'America fino al maggio 2005. Successivamente ha gareggiato sotto la bandiera del Belgio.

## Palmarès
In carriera ha conseguito i seguenti risultati:
per gli  Stati Uniti:
- Giochi Panamericani:

Santo Domingo 2003: argento nella spada a squadre.